# Brugmansia ceratocaula
Brugmansia ceratocaula är en potatisväxtart som först beskrevs av Ort., och fick sitt nu gällande namn av Arthur Bertram Court och Gaede. Brugmansia ceratocaula ingår i släktet änglatrumpeter, och familjen potatisväxter. Inga underarter finns listade i Catalogue of Life.